# Міжштатна автомагістраль 74
Міжштатна автомагістраль 74 (Interstate 74, I-74) — міжштатна автомагістраль на середньому заході та південному сході Сполучених Штатах Америки, що складається з кількох сегментів. 
Міжштатна автомагістраль 74 (I-74) — міжштатна автомагістраль на середньому заході та південному сході США. Його західний кінець знаходиться на розв'язці з I-80 у Давенпорті, штат Айова; східний кінець його середньозахідного сегмента знаходиться на розв'язці з I-75 у Цинциннаті, штат Огайо. Основні міста, з якими з’єднує I-74, включають Давенпорт, штат Айова; Пеорія, Блумінгтон і Шампейн, Іллінойс; Індіанаполіс, Індіана; і Цинциннаті, штат Огайо. I-74 також існує як кілька відключених ділянок шосе в Північній Кароліні.